# Thecla humber
Thecla humber är en fjärilsart som beskrevs av William Schaus 1902. Thecla humber ingår i släktet Thecla och familjen juvelvingar. Inga underarter finns listade i Catalogue of Life.